# Shiloh (Georgia)
Shiloh es una ciudad ubicada en el condado de Harris en el estado estadounidense de Georgia. En el año 2000 tenía una población de 423 habitantes.

## Geografía
Shiloh se encuentra ubicada en las coordenadas 32°48′38″N 84°41′58″O / 32.81056, -84.69944 (32.810530, -84.699470).
Según la Oficina del Censo, la localidad tiene un área total de 5,9 km² (2,3 mi²), de la cual 5,8 km² (2,2 mi²) es tierra y 0,1 km² (0 mi²) (1.60%) es agua.

## Demografía
Según la Oficina del Censo en 2000 los ingresos medios por hogar en la localidad eran de $31,563, y los ingresos medios por familia eran $31,250. Los hombres tenían unos ingresos medios de $31,250 frente a los $16,250 para las mujeres. La renta per cápita para la localidad era de $13,983. 